# Хела (Marvel Comics)
Хела (англ. Hela) — персонаж, появляющийся в американских комиксах, изданных Marvel Comics. Асгардская богиня смерти, основанная на образе германо-скандинавской богини Хель. Правительница царства Хель и Нифльхейм. Дебютировав в Серебряном веке комиксов, Хела впервые появилась в комиксе Journey into Mystery #102 и была адаптирована из скандинавской мифологии писателем Стэном Ли и художником Джеком Кирби.
Кейт Бланшетт исполнила роль Хелы в фильме кинематографической вселенной Marvel «Тор: Рагнарёк».

## История публикаций
Хела была адаптирована из германо-скандинавских мифов сценаристом Стэном Ли и художником Джеком Кирби. Она впервые появилась в комиксе Journey into Mystery #102 (март 1964).

## Биография
Хела родилась в Ётунхейме, земле великанов. Является дочерью бога Локи и великанши Ангрбоды. Когда она достигла совершеннолетнего возраста, Один назначил её богиней смерти, дав ей власть над смертными в царствах Хель и Нифльхейм.

### Королева Хель
Хела часто пыталась расширить свою власть смертных, живущих в Вальхалле. Эти попытки часто приводили Хелу в конфликт с Одином или с его сыном Тором. Однажды, она попыталась убедить Тора войти в Вальхаллу, когда он был на грани смерти. Тем не менее, ей не удалось убедить Тора войти в Вальхаллу.
Позже, она украла часть души со спящего Одина, в то время как он оказался в море вечной ночи из-за Локи, планирующего захватить Асгард, создав тем самым мощную сущность, известную как бесконечность. Затем Хела развязала бесконечность по вселенной. Бесконечность даже взяла под свой контроль Одина. Хела была убита Одином, чтобы спасти Тора, но затем была возвращена к жизни Одином, после чего Тор восстановил естественный баланс жизни и смерти.
Хела позже сражалась против олимпийского бога смерти Плуто за право получить душу Одина, поскольку Один был убит монстром Мангогом. В результате Хела вернула Одина к жизни. Спустя некоторое время, Хела столкнулась с Тором. После этого, она столкнулась с Одином. Затем она заговорила с Локи, чтобы вызвать Рагнарёк, убив бога Бальдера, а затем напав на Асгард. Она призвала дух Воллы, чтобы рассказать ей и Локи о Рагнарёке, после чего она подготовила армию монстров, чтобы атаковать Асгард. Однако, Один использовал свои полномочия, чтобы предотвратить смерть Бальдера. Позже Бальдер был восстановлен после смерти и воскрешения, сражаясь против Целестиалов.
Хела вызвала Валькирию, чтобы помочь в войне против Оллеруса, в то время как Хела столкнулась с другими Защитниками. Затем Хела была вынуждена вступить в заговор Локи и Тюра против Одина. Она также неохотно вступила в союз с богами смерти других пантеонов Земли, объединив их царства вместе, чтобы создать огромный ад. В результате, она погибла и была поглощена вместе с остальными богами смерти, но была возвращена к жизни.
Хела позже объединилась с Малекитом и взяла души земных смертников в Хель. Затем она появилась в Асгарде, чтобы потребовать души Одина, но была изгнана Тором. Она встретила Людей Икс и Новых Мутантов в Асгарде. Она требовала взять душу Росомахи, но была изгнана Людьми Икс и Миражём. Королевство Хель захватили Тор, Бальдер, Палач и Эйнхер, чтобы спасти смертные души пленных. Хела боролась с Тором за смертные души пленных. Хела подняла армию смертных, чтобы помешать Тору сбежать из Хель.
Во время схватки с Тором, в отместку за его неповиновение и вторжение в царство, Хела прокляла Тора, сделав его бессмертным, а также сделав его кости слабыми и ломкими, чтобы они легче ломались, Хела с удовлетворением смотрит на облик Тора, ожидающего смерти, и она пока отказывается возвращать его прежний облик. Затем Хела боролась против Мефисто, который пытался завладеть душой Тора. Тор создает особые мистические доспехи для защиты, но после сражения и победы над Мидгардским змеем его тело превратилось в желе. Тор в конце концов заставляет Хелу снять проклятие, используя Разрушителя в качестве тела хозяина, чтобы вторгнуться в Хель и заставить Хелу вернуть его тело к жизни и здоровью прежде, чем он сможет уничтожить её.
Время от времени, Один входил в магический сон, чтобы укрепить свои силы. Именно во время одного из этих снов Хела разработала свой план захвата власти. Она развращала Валькириоров, мысленно и физически, превращая их в огненных демонов. Дани и её команда были в конечном итоге перевезены в Асгард. Хела послала Валькириоров против гномов и Новых Мутантов в Асгард. Новые Мутанты снова и снова сражались с силами Хелы, даже спасая узника Хримхари, волка-принца из далёкой страны. Хела заставила карлика Эйтри сделать меч уру. Одно из заклинаний Хелы раскололо группу. Хела послала Мираж убить спящего Одина. В то время как большая часть силы асгардцев сражалась с солдатами Хелы, мутанты спасли жизнь Одина и сорвали планы Хелы. Хела была побеждена, когда меч уру был разрушен.

### Хела на Земле
Хела была пробуждена от своего смертного облика после Рагнарёка Тором, хотя из-за махинаций Локи. Сейчас она живёт в Лас-Вегасе, сохраняя своё логово, где она может питаться душами случайных несчастливых людей, и соглашается использовать свои полномочия, чтобы помочь Локи вовремя вернуть его в Асгард, чтобы завершить свои собственные зловещие планы относительно Асгарда.
Она встретилась с Мефисто, Чёрным сердцем, Сатаннишом и Дормамму, чтобы сообщить о том, что недавно воскрешенная Магик ищет меч души и амулет Кровавого камня. Дочь Беласко, Витчфайр появляется во время встречи и показывает, что она теперь является нынешним владельцем амулета и обещает занять место своего отца в качестве правителя Лимбо и сидеть за своим столом.
Когда Норман Озборн пытался подчинить Людей Икс, Циклоп отправляет Даниелла Мунстара в Лас-Вегас, где она подходит к Хеле за просьбой. Хела предупреждает её, что цена бонуса тяжелая, но Дани соглашается, прося «новую поездку домой и большой меч». Позже Хела вызвала в Утопию Хримхари, чтобы спасти беременную Рейн и её ребёнка, который не является ни человеком, ни мутантом. Столкнувшись с моральной дилеммой, чтобы спасти ребёнка или Рейну; Хримхари просит Хелу восстановить здоровье эликсира, чтобы эликсир мог исцелить их обоих и взять вместо него. Хела соглашается и отправляет Хримхари прочь.

### Осада Асгарда
Во время осады Асгарда Локи предстаёт перед Хелой, спрашивая, приняла ли она меры для смертных. Хела указывает ему, что она без царства Хель, поэтому она не может принять их и планирует, чтобы смертные бродили по Мидгарду вечно. Используя свои необыкновенные навыки владения мечом Локи смог заставить группу из 13 человек подчиниться ему. Встречаясь с Мефисто, Локи заключает сделку, предоставляя часть его преисподней Хеле на тысячу лет, как её новое царство Хель. В обмен на это, Хела стирает Локи из Книг Хель, таким образом, он больше не привязан к царствам Хель или Асгард, получая абсолютную свободу. Хела призывает Даниелла Мунстара погасить её долг и собрать души асгардцев, которые пали в битве с силами Нормана Озборна как можно быстрее, чтобы они не страдали от рук Дизира.
Дизир, все ещё голодный, нападает на Хель, потому что это было не то царство, из которого он был изгнан. Ощущая нападение Дизира на мёртвых асгардцев, Хела пытается защитить их с помощью меча Эир-Грам, но она разоружена, а её рука отрезана жёстко. Хела быстро подавлена и её собственной оставшейся властью недостаточно, чтобы противостоять. Впитывая смертных своё тело, Хела создает вокруг себя крепость, чтобы защитить их и просит Тора о помощи через недавно умершее тело асгардца. С помощью Тора и Тюра им удаётся убить и изгнать оставшегося Дизира.

### Мстители: Первые
После осады Асгарда, Капитан Америка, Железный человек и Тор таинственным образом попали в один из девяти миров, который в конечном счёте оказалось царство Хелы. Тор, после ожесточенной борьбы с Чародейкой, вступает в открытый бой с Хелой, который в конечном счёте попадает под свою огромную силу. Амора, бросила вызов Хеле, чтобы спасти жизнь Тора, используя все свои силы, но Хела дважды побеждает её, после этого она пытается уничтожить Мьёльнир, но ей не удаётся это сделать и его помощнику Бору тоже. Тем временем, она убивает Чародейку с помощью сумеречного меча демона Суртура.
После воссоединения Тора с Железным человеком и Капитаном Америка, он умудряется убедить своих бывших врагов-асгардцев объединится с армией против Хелы и её собственных сил. Хела нападает на Тора и его союзников, нанося им поражение и почти убивая его силой сумеречного меча, но Чародейка вмешивается и спасает его, телепортирует его прочь, чтобы взять Мьёльнир и использовать свои собственные силы, чтобы помочь Тору сразиться с Хелой. Тор в конечном счёте умудряется взять сумеречный меч и использует его, чтобы вернуть девять миров назад к их прежней гармонии и приказать об изгнании Хелы, но она отказывается отдавать Асгард обратно в небо. Благодарная и исцелевшая Амора возвращает Тора и его друзей обратно в Мидгард после того, как Тор обещает ей, что её преданность не будет забыта.

### Война Хаоса
Во время сюжетной линии в комиксе Chaos War, Хела врывается в тронный зал Плуто в подземном мире, чтобы предупредить его о приближении армии Аматсу-Микабоши, которые уничтожают царства смерти. Хела, вместе с Плуто, Сатаннишом и остальными правителями различных небесных миров Земли, как показывают, являются рабами короля Хаоса после того, как Аматсу уничтожает царства самого ада.

### Страх во Плоти
Во время сюжетной линии в комиксе Fear Itself, Циклоп отправляет Даниеллу Мунстар в Лас-Вегас, чтобы найти Хелу, в то время как Люди Икс сражаются с Джаггернаутом. Хела переехала жить в казино Лас-Вегас. Когда Мунстар находит Хелу, Хела телепортирует её в Хель, чтобы защититься. Когда её товарищи по команде пытаются вызвать темную магию, чтобы вызвать портал и следовать за Даниеллой, они попадают в ад, а не в Хель, где они встречаются с Мефисто, который говорит, что он заполучит Хель.

### Королевы больше нет
После смерти её любовника, Серы, Анджела просит Хелу освободить свою душу. Когда Хела отказывается, Анджела запускает кампанию по завоеванию её царства, при содействии служанки Хелы Лии. Анджеле в конечном итоге удаётся это сделать, Хела берёт её корону, став новой королевой. Тем не менее, она быстро отказывается от своего положения и избирает Бальдера в качестве правителя Хель, в то время как связанная Хела взята в плен.
Значительно ослабленная Хела позже убегает из плена и пробивается к Трискелиону на Земле, где Танос отправлен в тюрьму после недавней битвы с Алтмейтсов. Скрывая свою личность в полной одежде с капюшоном, она предлагает союз с Таносом и поручается принести ему Мьёльнир из альтернативной вселенной другого Тора как награду. В сопровождении Проксимы Полночной и Чёрного лебедя, Хела отправляется в крепость Коллекционера, где держится молот. После возвращения Таноса, Хела показывает свою истинную сущность и убивает Чёрного Лебедя и Проксиму Полночную, чтобы продемонстрировать свою силу. Затем она говорит Таносу, что ей нужна его помощь, чтобы вернуть власть Хель, и предлагает ему смерть, которую он давно искал взамен. Затем Хела целует Таноса в страстных объятиях.

## Силы и возможности
Хела обладает общими силами, которые характерны для асгардских богов. Она обладает сверхчеловеческой силой, скоростью, выносливостью, ловкостью и расширением жизни. Когда она одета в свой плащ, она намного сильнее, чем большинство её расы. Её огромная сила позволила ей участвовать в непрерывном рукопашном бою с Тором. Как и у всех асгардцев, у неё есть противодействующая магия.
Хела обладает огромными мистическими способностями, которые она может использовать для различных эффектов, таких как безграничная астральная проекция, сохраняя при этом многие из её силы и способностей, стреляя смертельными болтами энергии из своих рук, которые могут убивать или даже заставлять стареть асгардцев, левитация и создание иллюзий. Её самой сильной способностью считается Рука Славы, техника, которая использует мистическую энергию для усиления силы её удара, чтобы убить даже любого асгардца.
Как богиня смерти, Хела заключила договор со Смертью, позволяя ей требовать души любого асгардца и брать их в Хель или Нифльхейм, а также имеет возможность путешествовать почти где угодно в девяти мирах мгновенно. В то время как прикосновение Хелы смертельно для смертных, она вообще не требовала души смертных героев, оставляя эту задачу Валькириорам, которые забрали души героев в Вальхаллу. Хела обычно готова ждать, пока человек умрет, прежде чем заявить о своей душе, но она может убить здорового человека или даже асгардца одним прикосновением, своим «прикосновением смерти». Хела также охотно использует свои иллюзии, чтобы убивать живых асгардцев. У Хелы также есть способность восстановить мёртвого асгардца к жизни, если их дух не перешёл к загробной жизни, но она редко использовала эти способности.
Хела всегда носит свой магический плащ, который повышает её силу и сохраняет её молодость и здоровье. У богини чёрные волосы и ярко-зелёные глаза. Без своего плаща Хела возвращается к своей истинной форме: в этой форме половина её тела здоровая и красивая, а другая половина гниёт. Без своего плаща Хела очень слаба и едва двигается, и её способности сильно уменьшаются; она не может левитировать или даже стоять, и не может стрелять мистическими болтами. Хеле не нужно носить плащ; достаточно просто дотронуться до него, чтобы вернуть её в более сильную форму. Левая сторона без плаща выглядит почти мертвой и гнилой, хотя кажется живой и красиво здоровой, когда она надевает свой плащ.
Хела часто вооружается со своим «ночным мечом» и является опытной фехтовальщицей.

## Другие версии

### 2009
В 2009 году, мегакорпорация Алкемакс попыталась превратить людей в ложные версии германо-скандинавских асов, чтобы получить преимущество от мирового поклонения этих существ. В комиксе Ravage 2090 есть персонаж по имени Тиана, которая является любовным интересом титульного героя, она была превращена в Хелу с помощью технических средств для этого проекта.

### Ultimate Marvel
В комиксе Ultimatum #2, Тор отправляется в Вальхаллу, чтобы восстановить душу Валькирии, так как она умерла. Хела говорит ему, что если ему удастся победить её армию, она воскресит Валькирию, но за определённую цену. После того, как её армия была побеждена, Хела показывает, что цена — это душа Тора. Он соглашается, и Капитан Америка (который умер) и Валькирия освобождены.
Хела появляется в комиксе Ultimate Comics: New Ultimates, говоря Тору, что она отпустит его, если он отдаст ей сына. В следующий номере, Амора показывает Валькирии видение, где Тор занимается любовью с Хелой, поскольку у него не было другого выбора. Тор, будучи неспособным убить Хелу, освобождается вместо этого Валькирией, которая убита во время битвы с Защитниками, у которых теперь есть сверхспособности из-за вмешательства Локи.
После того, как Хела обнаружила, что Тор убил своего сына Моди, она проявила сильную ярость; Тор объяснил ей, что Моди был повреждён Мировым Деревом и что у него не осталось другого выбора.

### Локи Триумфальный
Хела появляется в серии из 4 выпусков, под простым названием Локи, где Локи уже претендовал на правителя Асгарда. Выясняется, что Хела была одним из асгардцев, которые помогли Локи подняться на трон, но теперь она требует любезной оплаты за её помощь вместе с соблазнительницей Лорелей.

### Marvel Zombies
В альтернативной вселенной Marvel Zombies, Локи, ищущий больше зла, вызвал широкий зомби-апокалипсис во время Второй мировой войны. Любопытный Один принимает решение расследовать лично и был укушен зомби. Поскольку Один делится магической жизненной силой со всеми асгардцами, все они также становятся зомби, включая Хелу.

## Вне комиксов

Кейт Бланшетт в роли Хелы в фильме «Тор: Рагнарёк»

### Телевидение
- Хела появляется в мультсериале «Мстители. Величайшие герои Земли» в эпизоде «Падение Асгарда» и «День, не такой как другие», озвучена Никой Футтерман.
- Хела появляется в мультсериале «Мстители, общий сбор!» в эпизоде «Вальхалла подождёт», озвучена Ванессой Маршалл.

### Кино
- Хела появляется в короткометражном мультфильме «Халк против Тора», озвучена Джанис Джод.
- Актриса Кейт Бланшетт исполнила роль Хелы в фильме Тайка Вайтити «Тор: Рагнарёк»[64][65]. В фильме Хела является старшей дочерью Одина, богиней смерти и в прошлом она была кронпринцессой. Но Один отправил её в тюрьму, а сам царь Асгарда изменил всю историю. Когда Один умер, Хела выбралась из тюрьмы и разрушила молот Тора. Тора и Локи она выбросила в космос, а сама отправилась в Асгард, где назначила асгардца Скурджа своим палачом. Хела уничтожила всю армию, в том числе и Вольштагга, Фандрала и Огуна, и провозглашает себя королевой. В конце она лишает глаза Тора и позже умирает от рук Суртура, возродившегося из вечного огня, так как Тор считает, что Рагнарёк - это единственный способ победить её.

### Видеоигры
- Хела доступна в качестве игрового персонажа в игре «Marvel: Future Fight».
- Хела доступна в качестве игрового персонажа в игре «Marvel: Contest of Champions»
- Хела доступна в качестве игрового персонажа в игре «Marvel Rivals»